# Me! I Disconnect From You/If You Wanna Be My Lover
   Me! I Disconnect From You/If You Wanna Be My Lover    è un singolo della cantante giamaicana Grace Jones pubblicato nel 2014 come singolo promozionale per la ristampa dell'album Nightclubbing.

## Descrizione
Il brano, cover di Gary Numan inciso da quest'ultimo per l'album Replicas, fu realizzato durante le session di Nightclubbing assieme al brano If You Wanna Be My Lover, del quale, come da crediti dell'album, non si conoscono gli autori. Entrambi i brani furono scartati dalla tracklist finale, e furono pubblicati su CD singolo e 45 promozionale per la riedizione Deluxe dell'album nel 2014. La versione 12" contiene sul lato b il brano Feel Up, già incluso nel 1981, in versione extended.

## Tracce
- CDr promo single

1. "Me! I Disconnect From You" –  3:30
2. "If You Wanna Be My Lover" –  3:38

- 12" single

1. "Me! I Disconnect From You" –  5:18
2. "Feel Up (Extended Version)" –  6:15